# Фавр, Леопольд
Леопольд Фавр (фр. Léopold Favre; 24 декабря 1846, Женева — 4 апреля 1922, Женева) — швейцарский общественный деятель.
Сын геолога Альфонса Фавра (1815—1890), происходившего из древней женевской семьи, связанной с Ами Перреном — противником Кальвина. По другой линии внук президента Генерального совета Женевы Жан-Жака Риго (1785—1854). Старший брат историка Эдуара Фавра.
Изучал литературу в Женевском университете (1864—1866), затем востоковедение в Париже, Гёттингене и Лондоне. Служил в армии, дослужившись до чина подполковника. Преимущественно, однако, был известен общественной активностью. Начиная с 1896 года был активным участником швейцарского движения в защиту армян, входил в руководство Конференции швейцарских комитетов помощи армянам, в 1918 году был её президентом, а в 1920 году был избран почётным президентом учреждённой в Женеве Международной армянофильской лиги (фр. Ligue internationale philarménienne). В 1914 году стал одним из инициаторов создания Международного агентства по делам военнопленных при Международном комитете Красного Креста. Входил также в общественные советы Женевской консерватории и газеты «Journal de Genève».